# Arrondissements des Pyrénées-Atlantiques

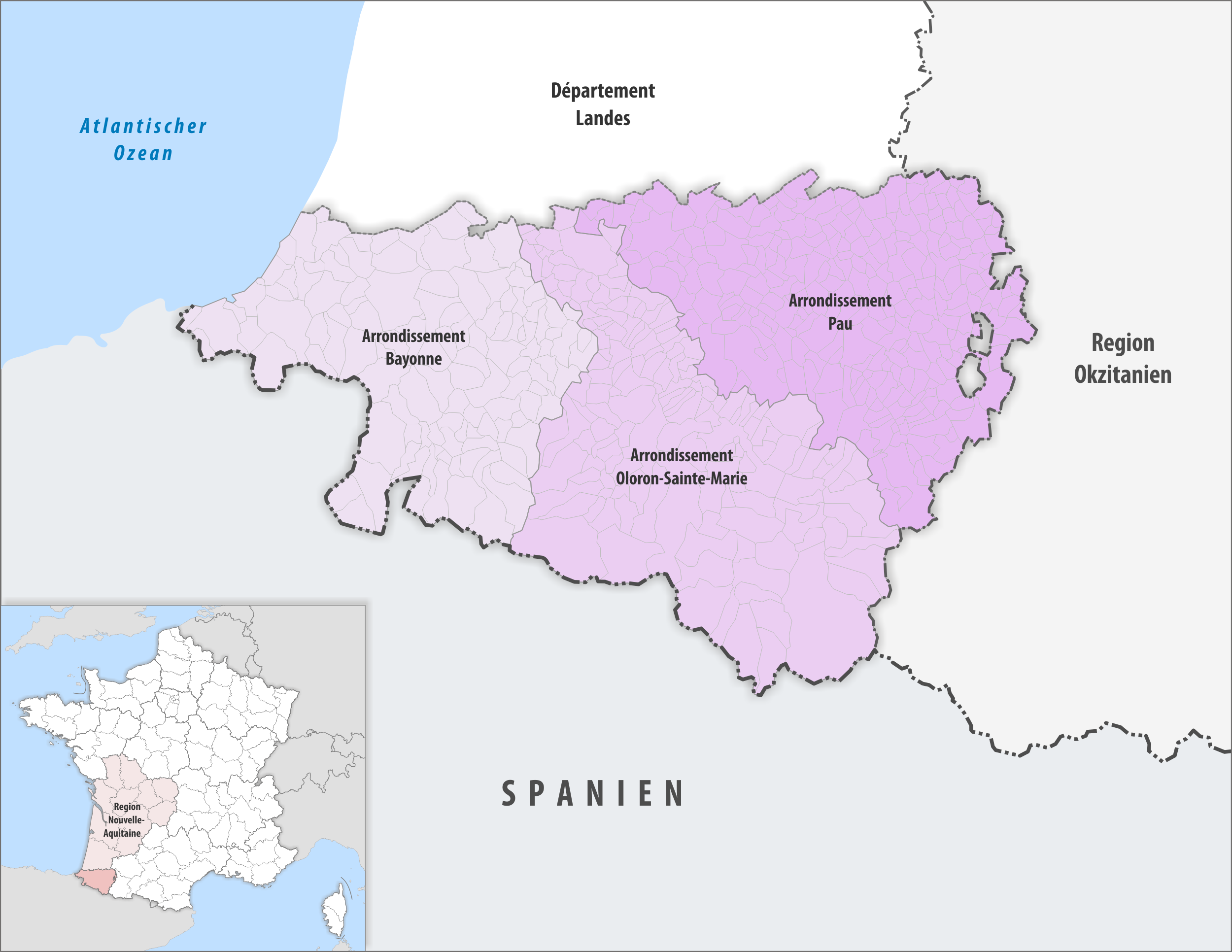
Les arrondissements des Pyrénées-Atlantiques en 2019.

Le département des Pyrénées-Atlantiques comprend actuellement trois arrondissements, dont les chefs-lieux sont Pau, Bayonne et Oloron-Sainte-Marie.

## Composition
| Nom                                  | Code Insee | Superficie (km2) | Population (dernière pop. légale) | Densité (hab./km2) | Modifier             |
| ------------------------------------ | ---------- | ---------------- | --------------------------------- | ------------------ | -------------------- |
| Arrondissement d'Oloron-Sainte-Marie | 642        | 2 828,20         | 71 846 (2022)                     | 25                 | modifier les données |
| Arrondissement de Bayonne            | 641        | 2 267,70         | 313 188 (2022)                    | 138                | modifier les données |
| Arrondissement de Pau                | 643        | 2 548,90         | 314 439 (2022)                    | 123                | modifier les données |
| Pyrénées-Atlantiques                 | 64         | 7 645,00         | 699 473 (2022)                    | 91                 | modifier les données |

## Chronologie
- mars 1790 : création du département des Basses-Pyrénées (chef-lieu : Navarrenx) avec six districts : Mauléon, Oloron, Orthès (Orthez), Pau, Saint-Palais, Ustaritz.
- octobre 1790 : le chef-lieu est déplacé à Pau.
- 1795 : la constitution de l'an III supprime les districts.
- 1795 : le chef-lieu est déplacé à Saint-Palais (capitale traditionnelle de la Basse-Navarre).
- 1796 : le chef-lieu est réinstallé à Pau.
- 1800 : création des arrondissements (sous-préfectures) par le Consulat ; les Basses-Pyrénées sont divisées en cinq arrondissements : Bayonne, Mauléon, Oloron, Orthez, Pau.
- 1926 : suppression par le gouvernement Raymond Poincaré des arrondissements de Mauléon et d'Orthez.
- 1969 : les Basses-Pyrénées deviennent les Pyrénées-Atlantiques.
- 2015 : à la suite du redécoupage cantonal de 2014[1], plusieurs cantons se trouvent répartis sur deux arrondissements, alors qu'auparavant toutes les communes d'un canton étaient incluses dans le même arrondissement.
- janvier 2017 : les arrondissements sont réorganisés pour intégrer les récentes modifications des intercommunalités et mieux faire coïncider les arrondissements aux circonscriptions électorales[2].